# Réseau des lacs du Kenya dans la vallée du Grand Rift
Le réseau des lacs du Kenya dans la vallée du Grand Rift est un bien naturel du patrimoine mondial situé au Kenya et inscrit en 2011. Il comprend trois lacs interconnectés et peu profonds : Bogoria, Nakuru et Elementaita.